# Расмуссен, Алекс
Алекс Никки Расмуссен (дат. Alex Nicki Rasmussen; род. 9 июня 1984, в Оденсе, Южная Дания, Дания)  — датский профессиональный  шоссейный и трековый велогонщик. Серебряный призёр в командной гонке преследования на летних Олимпийских играх 2008 года. Двукратный чемпион мира в  скрэтче (2005, 2010). Чемпион мира в  командной гонке преследования (2009).  Чемпион мира в  мэдисоне (2009). Чемпион Дании в групповой гонке (2007).

## Допинг
В 2012 году, когда Расмуссен выступал за команду Garmin-Barracuda, он был дисквалифицирован на 18 месяцев за пропуск антидопинговых тестов и нарушение антидопингового правила, согласно которому спортсмен обязан сообщать о своем местонахождении антидопинговым контролёрам. Ранее за это нарушение, в сентябре 2011 года он был уволен своей тогдашней командой Team HTC-High Road и временно отстранён от гонок национальным Союзом велосипедистом. В ноябре 2011 года датский Олимпийский Комитет принял постановление  не наказывать спортсмена, поскольку сам инициатор дисквалификации — Международный союз велосипедистов (UCI), при расследовании данного дела допустил процедурные ошибки. Однако 5 июля 2012 года дисквалификация была утверждена  Спортивным арбитражным судом (CAS). Срок дисквалификации отсчитан с 1 октября 2011 года (все результаты гонщика с этого дня аннулированы) по 1 апреля 2013 года. Один из его пропущенных допинг-контролей относился к 28 апреля 2011, во время выступления за команду Team HTC-High Road, два других - к февралю и октябрю 2010. Сам Расмуссен объяснял, что во время его выступления в Saxo Bank поменялась система оповещения о местонахождении, была введена ADAMS, в которой Расмуссен плохо разобрался. 18 месяцев дисквалификации Расмуссен провёл, тренируясь со своей командой и вернулся в Garmin-Sharp, после завершения дисквалификации. Однако в 2013 году команда не предложила гонщику новый контракт.

## Достижения

### Трек
2005
1-й Чемпион мира — Скрэтч
2007
1-й Шесть дней Гренобля (вместе с Михаэлем Мёркёвом)
2-й Шесть дней Копенгагена (вместе с Михаэлем Мёркёвом)
3-й  Чемпионат мира — Командная гонка преследования
2008
1-й Шесть дней Гренобля (вместе с Михаэлем Мёркёвом)
2-й  Летние Олимпийские игры — Командная гонка преследования
2-й  Чемпионат мира — Командная гонка преследования
2-й Шесть дней Копенгагена (вместе с Михаэлем Мёркёвом)
2009
1-й Чемпион мира — Командная гонка преследования
1-й Чемпион мира — Мэдисон (вместе с Михаэлем Мёркёвом)
1-й Шесть дней Гента (вместе с Михаэлем Мёркёвом)
1-й Шесть дней Копенгагена (вместе с Михаэлем Мёркёвом)
2010
1-й Чемпион мира — Скрэтч
1-й Шесть дней Копенгагена (вместе с Михаэлем Мёркёвом)
3-й Шесть дней Гента (вместе с Михаэлем Мёркёвом)
3-й Шесть дней Роттердама (вместе с Михаэлем Мёркёвом)
2011
1-й Шесть дней Копенгагена (вместе с Михаэлем Мёркёвом)
2012
2-й Шесть дней Копенгагена (вместе с Михаэлем Мёркёвом)
2014
2-й  Чемпионат мира — Командная гонка преследования
2-й Шесть дней Копенгагена (вместе с Михаэлем Мёркёвом)
3-й Шесть дней Роттердама (вместе с Михаэлем Мёркёвом)
2015
1-й Шесть дней Копенгагена (вместе с Михаэлем Мёркёвом)
2-й Шесть дней Роттердама (вместе с Михаэлем Мёркёвом)
2016
1-й Шесть дней Копенгагена (вместе с Йеспером Мёркёвом)

### Шоссе
2007
1-й  Чемпион Дании — Групповая гонка
2-й - Colliers Classic
5-й - Тур Бретани — Генеральная классификация
6-й - Boucles de la Mayenne — Генеральная классификация
1-й   — Очковая классификация
2008
Тур озера Цинхай
1-й   — Очковая классификация
1-й — Пролог, Этапы 1, 3 и 9
3-й - Гран-при Ругаланна
4-й - Дуо Норман (вместе с Йенсом-Эриком Мадсеном)
2009
2-й Чемпионат Дании — Индивидуальная гонка
4-й - Джиро дель Капо
4-й - Profronde van Fryslan
2010
1-й — Этапы 1 и 3 Четыре дня Дюнкерка
1-й - Гран-при Хернинга
1-й — Этап 4 (ИГ) Вуэльта Андалусии
2011
1-й — Этап 1 (КГ) Джиро д’Италия
1-й - Международный чемпионат Филадельфии по велоспорту
4-й Чемпионат Дании — Индивидуальная гонка
2012
1-й — Этап 4 (КГ) Джиро д’Италия
2-й - Гран-при Денена
2013
1-й — Этап 1 Тур Баварии
4-й Чемпионат Дании — Индивидуальная гонка
2014
1-й — Этапы 3 и 5 Dookoła Mazowsza
2-й - Skive–Løbet

## Статистика выступлений
| Гранд-тур       | 2011 | 2012 | 2013 |
| --------------- | ---- | ---- | ---- |
| Джиро д’Италия  | 153  | 152  | —    |
| Тур де Франс    | —    | —    | —    |
| Вуэльта Испании | —    | —    | 134  |

| —  | Не участвовал  |
| НФ | Не финишировал |